# Biserica Sf. Nicolae de pe apă din Kiev
Biserica „Sf. Nicolae” de pe apă (cel Miraculos) (în ucraineană Церква Миколи Чудотворця (на воді), transliterat: Țerkva Mîkolî Ciudotvorțea (na vodi) este singura biserică din Europa care stă pe un râu. Este un monument arhitectonic și o atracție turistică în capitala ucraineană Kiev.
Capela a fost construită între 19 decembrie 2003 și 7 iulie 2004 în stilul neobaroc ucrainean și are o înălțime de aproximativ 23 de metri. Ea aparține Eparhiei de Kiev a Bisericii Ortodoxe Ucrainene a Patriarhiei Moscovei.

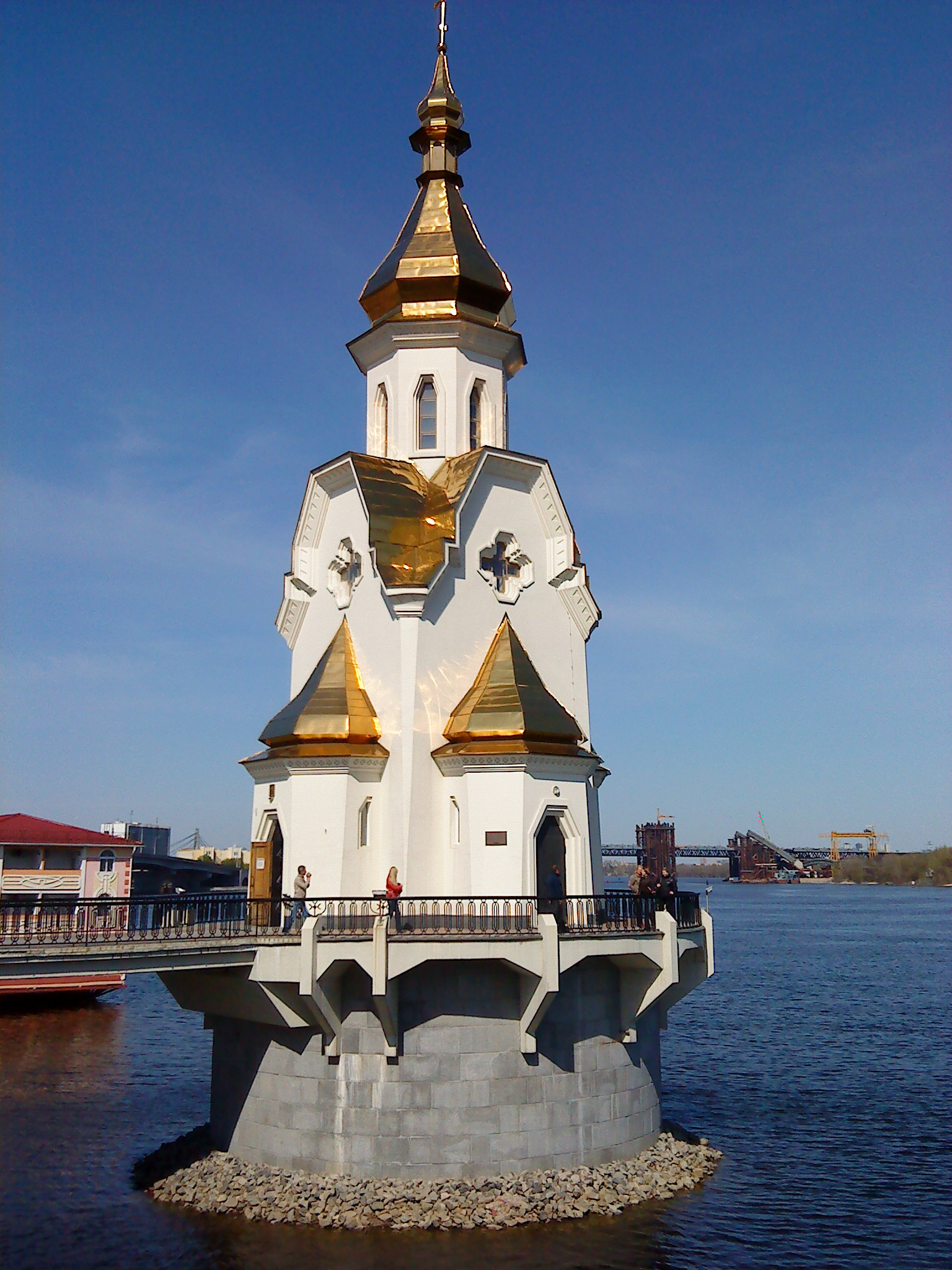
Biserica Sf. Nicolae în detaliu

Capela este situată pe o fundație de beton pe Nipru lângă debarcaderul Podil și în apropierea Piaței Poștei.